# 康斯坦丁山

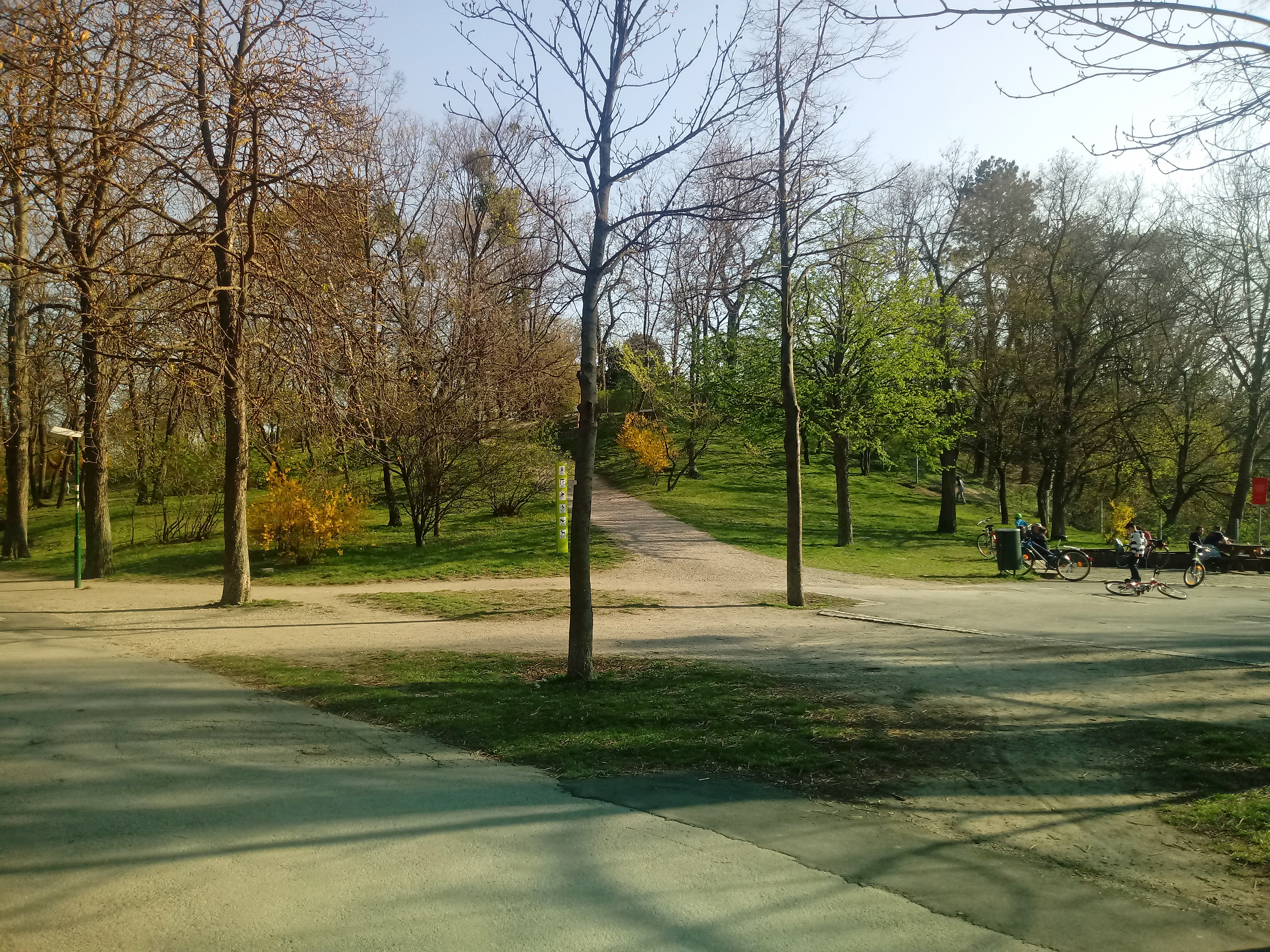
康斯坦丁山

48°12′37.8″N 16°24′11.1″E / 48.210500°N 16.403083°E
康斯坦丁山（德語：Konstantinhügel），是奧地利的山峰，位於該國東北部，由維也納負責管轄，海拔高度170米，通往山峰的橋樑是維也納現存結構最古老的橋樑。